# Notre poison quotidien
Pour plus de détails, voir Fiche technique et Distribution.
Notre poison quotidien est un film documentaire et un livre réalisés en 2010 par la journaliste française Marie-Monique Robin. Le téléfilm a été coproduit par Arte France et l'Institut national de l'audiovisuel.
Le film a été diffusé en première mondiale au FIPA de Biarritz en janvier 2011, et sur Arte le 15 mars 2011.
Régulièrement commenté ensuite dans la presse nationale française et internationale, il a été traduit dans plusieurs langues.
Le livre a été édité aux éditions La Découverte en 2011, réédité avec une nouvelle postface en 2013 aux éditions La Découverte avec Arte Éditions, réimprimé en juin 2015  (ISBN 978-2-7071-7583-0). Ses 495 pages comportent les références détaillées des assertions du film avec des informations supplémentaires.

## Description
Le film et le livre abordent la question de la mise en circulation des molécules créées par l’homme lors des dernières décennies. Il met en relation certains problèmes de santé contemporains (recrudescence du cancer, maladie d’Alzheimer etc) avec la présence de ces nouvelles molécules dans notre corps. L’auteur étudie tout particulièrement le système d’évaluation environnementale et d’homologation qui autorise la présence dans les aliments de produits comme les pesticides, l’aspartame et le Bisphénol A. Marie-Monique Robin affirme que « Les débats d’experts, sur les produits utilisables et les doses admissibles, sont totalement fermés au public. Sans parler des cas où ils s’appuient sur des tests bidonnés par les industriels, les modèles scientifiques qu’ils appliquent sont dépassés. En effet, ils continuent à évaluer les produits chimiques séparément, ignorant l’« effet cocktail », alors même que l’on sait qu’un quart de nos aliments contiennent les résidus d’au moins deux pesticides. Et leurs avis partent du postulat de Paracelse, formulé au XVIe siècle, selon lequel « c’est la dose qui fait le poison » ». À sa sortie, le film a fait la une de cinq hebdomadaires français.

## Thématiques abordées
- Maladies développées dans le monde agricole par exposition aux herbicides, fongicides et pesticides (« phyto-sanitaires ») en application de la révolution verte ;
- Homologation de l'E951 (aspartame), et impact des travaux de John Olney ;
- Perturbateur endocrinien, et son effet sur le système nerveux central :
  - BPA (bisphénol A) ; phénomène suiveur des avis des autorités américaines (sous Reagan) par l'Autorité européenne de sécurité des aliments (EFSA ou AESA), leur équivalent dans l'Union européenne, concernant son autorisation,
  - Effets du Nonylphénol ;
- (it) Fondazione Bernardino Ramazzini, exemple d'un institut réellement indépendant des acteurs de la filière industrielle ;
- Dose journalière admissible, inapplicable pour les perturbateurs endocriniens qui agissent sur la régulation hormonale, même ingérés à très faible dose ;
- Codex Alimentarius ;
- Distilbène, et ses effets à retardement sur des générations ultérieures de bébés filles à naître ;
- Neuroendocrinologie ;
- Effet cocktail sur le corps humain, par la charge chimique corporelle ;
- Incidence croissante des cas de cancer : surcharge pondérale, déséquilibre en Oméga 6, Apoptose ;
- Le reportage se clôt sur la région indienne d'Odisha, et une conférence sur le cancer à Bhubaneswar : de cette région est originaire le curcuma, consommé régulièrement par une population locale rurale ; selon Marie-Monique Robin personne n'y aurait contracté le cancer, hormis pour avoir trop fumé de tabac.